# Lago Großer Brückentin
El lago Großer Brückentin (en alemán: Großer Brückentinsee) es un lago situado en el distrito de Llanura Lacustre Mecklemburguesa, en el estado de Mecklemburgo-Pomerania Occidental (Alemania), a una altitud de 60 metros; tiene un área de 134 hectáreas.